# 阿昆庫姆博物館

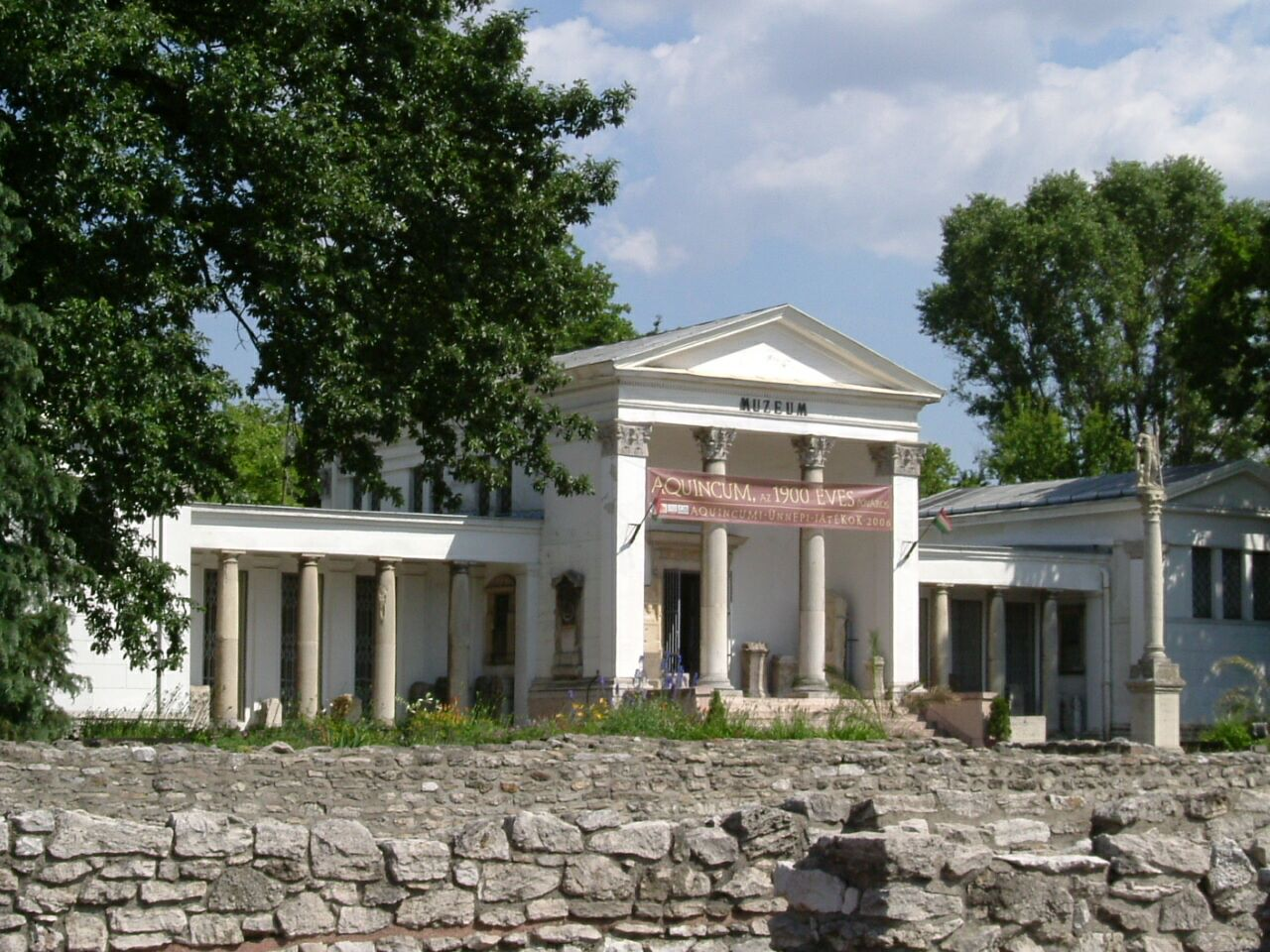
阿昆庫姆博物館

阿昆庫姆博物館（Aquincum Museum）是位於匈牙利首都布達佩斯的一座博物館，開幕於1894年5月。博物館展示發現與阿昆庫姆遺跡的建築，分為戶外部分和室內部分。

## 外部連結
- Official website （页面存档备份，存于）

47°33′56.27″N 19°2′59.34″E / 47.5656306°N 19.0498167°E